# Arco di Druso
L'arco di Druso è un fornice dell'acquedotto antoniniano, situato proprio all'inizio dell'Appia antica, di fronte alla Porta San Sebastiano, a Roma.

## Descrizione
In quanto parte dell'acquedotto Aqua Antoniniana, l'arco di Druso non è un arco di trionfo, sebbene per secoli sia stato creduto tale, ed erroneamente identificato con un arco che secondo alcune fonti sarebbe stato eretto sull'Appia antica in onore di Druso maggiore nel 9 a.C. In realtà quel che è conosciuto come arco di Druso è di molto posteriore, essendo stato Caracalla a disporre la realizzazione di una diramazione dell'Aqua Marcia (l'Aqua Antoniniana, appunto) al fine di approvvigionare d'acqua le sue nuove terme.

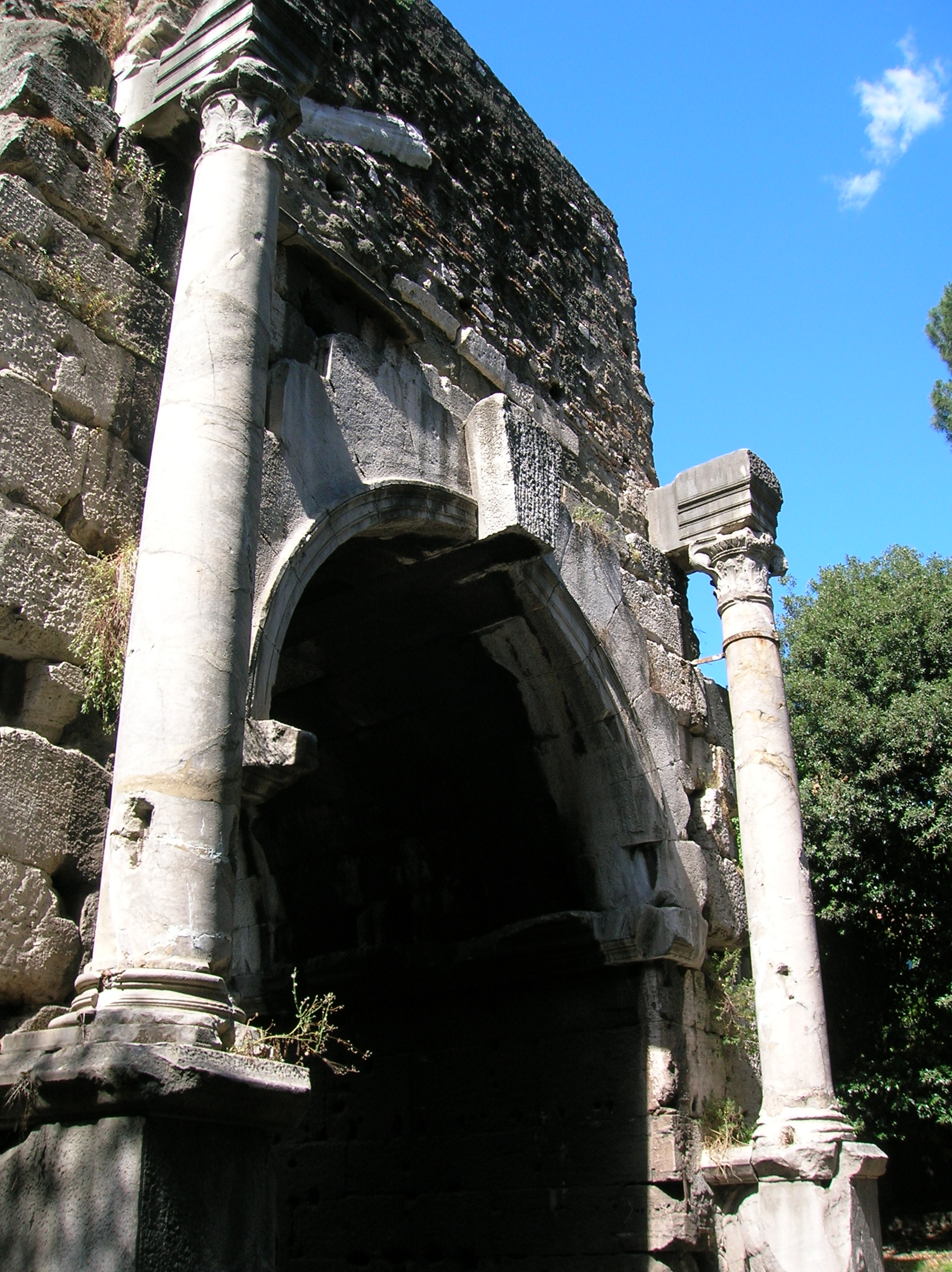
Arco di Druso, facciata esterna (verso Porta San Sebastiano)

Per la sua collocazione all'ingresso della regina viarum l'arco fu poi successivamente abbellito e decorato; quel che rimane oggi sono due colonne poste su alto plinto che inquadrano la facciata rivolta verso l'esterno della città, e parte del timpano triangolare. Agli inizi del V secolo, sotto l'imperatore Onorio, l'arco fu unito a Porta San Sebastiano, a scopo difensivo, per mezzo di due muraglioni di cui non è rimasto nulla.